# IC 4540
IC 4540 је ознака објекта на координатама са ректансцензијом 15h 20m 3,0s и деклинацијом + 1° 47" 0'. Открио га је Луис Свифт, 21. јуна 1897. Каснијим посматрањима на том положају није уочен никакав астрономски објекат.